# Koh Wai
Pour les articles homonymes, voir KOH (homonymie).
Pour l’article homonyme, voir Ko Wai pour l'île thaïlandaise du Parc national de Mu Ko Chang.
Koh Wai, khmer : កោះពូលូវៃ, ou Poulo Wai ou îles Wai,
est un groupe de deux îles inhabitées située à environ 95 km au sud-ouest des côtes du Cambodge dans le golfe de Thaïlande. En khmer, le mot Koh signifie « île » (les Américains écrivent Kaoh). Poulo Wai est le nom d'origine malaisienne.
Les deux îles font à peu près 5 km de long et sont séparées par un chenal d'une largeur d'un kilomètre et profond de 12m. C'est le point le plus au Sud du Cambodge.
Ces îles faisaient l'objet de revendications territoriales entre le Cambodge, la Thaïlande et le Viet Nam et avaient un impact sur la définition des zones économique de pêche. Depuis 1939, le Cambodge administre officiellement les îles au nord de la ligne adoptée par le gouvernement de Jules Brévié. Cependant, la République de Cochinchine et plus tard la République du Vietnam n'acceptèrent pas, considèrent toujours les îles de Wai et d'autres îles sous souveraineté vietnamienne. 
En mai 1975, la zone autour de ces îles et à proximité de Koh Tang fut le théâtre de l'Incident du Mayagüez : un navire marchand avait été capturé par les forces des Khmers rouges qui avaient transféré l'équipage sur le continent à Kompong Som (aujourd'hui Sihanoukville).